# بانک تینکوف
بانک تینکوف (روسی: Тинькофф банк) شرکت خدمات مالی و بانکداری روسی است، که در سال ۲۰۰۶ توسط اولگ تینکوف تأسیس شد.